# G.Hanumanahalli, Mudigere
G.Hanumanahalli là một làng thuộc tehsil Mudigere, huyện Chikmagalur, bang Karnataka, Ấn Độ.